# San Benito FC
San Benito Fútbol Club – gwatemalski klub piłkarski z siedzibą w mieście San Benito, w departamencie Petén. Występuje w rozgrywkach Primera División. Domowe mecze rozgrywa na obiekcie Estadio Alejandro Requena Ochaeta. Przez wielu obserwatorów jest uznawany za najważniejszy klub piłkarski w historii departamentu Petén.

## Historia
Klub został założony w 1993 roku, na bazie młodzieżowej reprezentacji departamentu Petén, która wywalczyła złoty medal na XVI Igrzyskach Gwatemalskich (Juegos Deportivos Nacionales). W 1999 roku awansował do drugiej ligi gwatemalskiej. Występował w niej nieprzerwanie w latach 1999–2011. W 2010 roku zmienił nazwę z Deportivo San Benito na Petén FC.
W 2011 roku zespół spadł do trzeciej ligi i bezpośrednio po tym zakończył działalność. 
Kontynuatorem tradycji Deportivo San Benito został klub San Benito FC.

## Trenerzy
- Mario Zelaya (1993)[2]